# اتلو (فیلم ۱۹۸۶)
اتلو (انگلیسی: Otello) فیلمی در ژانر درام به کارگردانی فرانکو زفیرلی است که در سال ۱۹۸۶ منتشر شد.

## بازیگران
- پلاسیدو دومینگو
- کتیا ریتچارلی
- رمو رموتی
- اوربانو باربرینی
- ماسیمو فوسکی
- آنتونیو پی‌یرفدریچی